# Monsieur Vincent
Monsieur Vincent (Originaltitel Monsieur Vincent, Verweistitel Der heilige Vinzenz) ist ein französischer Film von 1947 über den Heiligen Vincent de Paul (1581–1660), der als Begründer der neuzeitlichen Caritas und priesterlicher Vater der Armen gilt. Unter der Regie von Maurice Cloche ist Pierre Fresnay in der Rolle des Heiligen zu sehen. Tragende Rollen sind mit Aimé Clarimond als Kardinal Richelieu, Jean Debucourt als Graf von Joigny und Lise Delamare als Gräfin von Joigny besetzt.

## Handlung
Nachdem Vincent de Paul sein Studium der Theologie beendet, wird er 1600 zum Priester geweiht. Während seines Wirkens an verschiedenen Stätten, vollzieht sich in ihm durch Begegnungen mit den ärmsten Menschen der Gesellschaft, persönliche Krisen und auch durch die Einwirkung des späteren Kardinals de Bérulle eine innere Wandlung. So gibt er seine privilegierte Stellung als Privatlehrer bei der Aristokratenfamilie Gondy auf, um sich der Armen und Kranken anzunehmen.
Er nimmt eine Stelle als einfacher Priester in einer Pfarrei in einer Gegend Frankreichs an, die besonders schwer mit der Pest zu kämpfen hat, um diejenigen zu unterstützen, die seine Hilfe am meisten brauchen. Louise de Marillac, eine Witwe mit einem großen Herzen, ist von seinem Beispiel so berührt, dass sie es ihm gleichtut.
Für Monsieur Vincent ist es schockierend zu erleben, unter welchen unglaublichen Bedingungen viele Menschen leben müssen, nur schwer kann er verstehen, dass Betroffene Verbesserungen trotzdem misstrauisch gegenüberstehen. Obwohl er damit konfrontiert wird, dass auch unter den Armen – wie wohl überall – Gewalttätigkeit, Kleinlichkeit, Selbstsucht und Arroganz herrschen und sie oft mehr verlangen, als sie selbst bereit sind zu geben, hält er an seiner Mission fest. Auf der anderen Seite gibt es aber auch viele, die mithelfen wollen, ihr eigenes Leben und das anderer zu verbessern. Vincent de Pauls selbstloses Handeln macht ihn schnell auch über die Landesgrenzen hinaus bekannt. Das hilft ihm, Unterstützung für seine Bemühungen bei denjenigen zu erbitten, die die Mittel und den Einfluss haben, seine Pläne wahr werden zu lassen, sei es in der Missionsarbeit, beim Bau von Krankenhäusern und Hilfsmaßnahmen für Kriegsopfer. Monsieur Vincent weiß sehr wohl, was Leid ist, da er in seiner Jugend einige Jahre in Gefangenschaft und Sklaverei verbringen musste. So tritt er in Paris auch dafür ein, die Situation der Galeerensklaven zu verbessern und sorgt für Aufsehen, als er den Platz eines dieser gemarterten Männer einnimmt.
Der Film schildert die Mühen, die Vincenz von Paul auf sich nimmt, um für Frieden und Harmonie unter den Bauern und den Adeligen zu sorgen, während in Europa die Pest wütet. Allen Widrigkeiten und Hindernissen zum Trotz lässt er sich von seinem mildtätigen Weg nicht abbringen. Die Unterstützung gutsituierter Frauen ist ihm dabei eine große Hilfe, sodass er 1617 die erste Bruderschaft der christlichen Liebe, eine karitative Frauenvereinigung, gründen kann, die sich um Arme kümmert und Kranke versorgt. Noch auf seinem Sterbebett findet er die Kraft, einem jungen Novizen, der sein Leben ebenfalls den Armen widmen will, hilfreiche Worte mit auf den Weg zu geben.

## Produktion, Hintergrund
Es handelt sich um eine Produktion der Edition et Diffusion Cinématographique (E.D.I.C.), Office Familial de Documentaire Artistique (O.F.D.A.) und Union Générale Cinématographique (UGC). Die Dreharbeiten fanden in den Studios des Buttes-Chaumont und den Radio-Cinéma Studios in Paris statt sowie in der französischen Gemeinde Pérouges im Ain der Region Auvergne-Rhône-Alpes.
Monsieur Vincent war der erste französische Film, der mit einem Oscar ausgezeichnet wurde. Pierre Fresnays Casting für die Titelrolle war seinerzeit höchst umstritten. Er war während der Zeit des Nationalsozialismus einer der prominentesten Stars der Filmgesellschaft Continental, die damals der deutschen Führung unterstand, so beispielsweise in Clouzots Werken Der Mörder wohnt Nr. 21 (1942) und Der Rabe. Nach der Befreiung wurde er als Kollaborateur gebrandmarkt und verbrachte mehrere Wochen im Gefängnis, bis man die Anklage fallen ließ. Mit der Verfilmung über Monsieur Vincent gewann er seinen Ruf zurück mit einer Leistung, die vielfach als seine beste bezeichnet wird.

## Historie

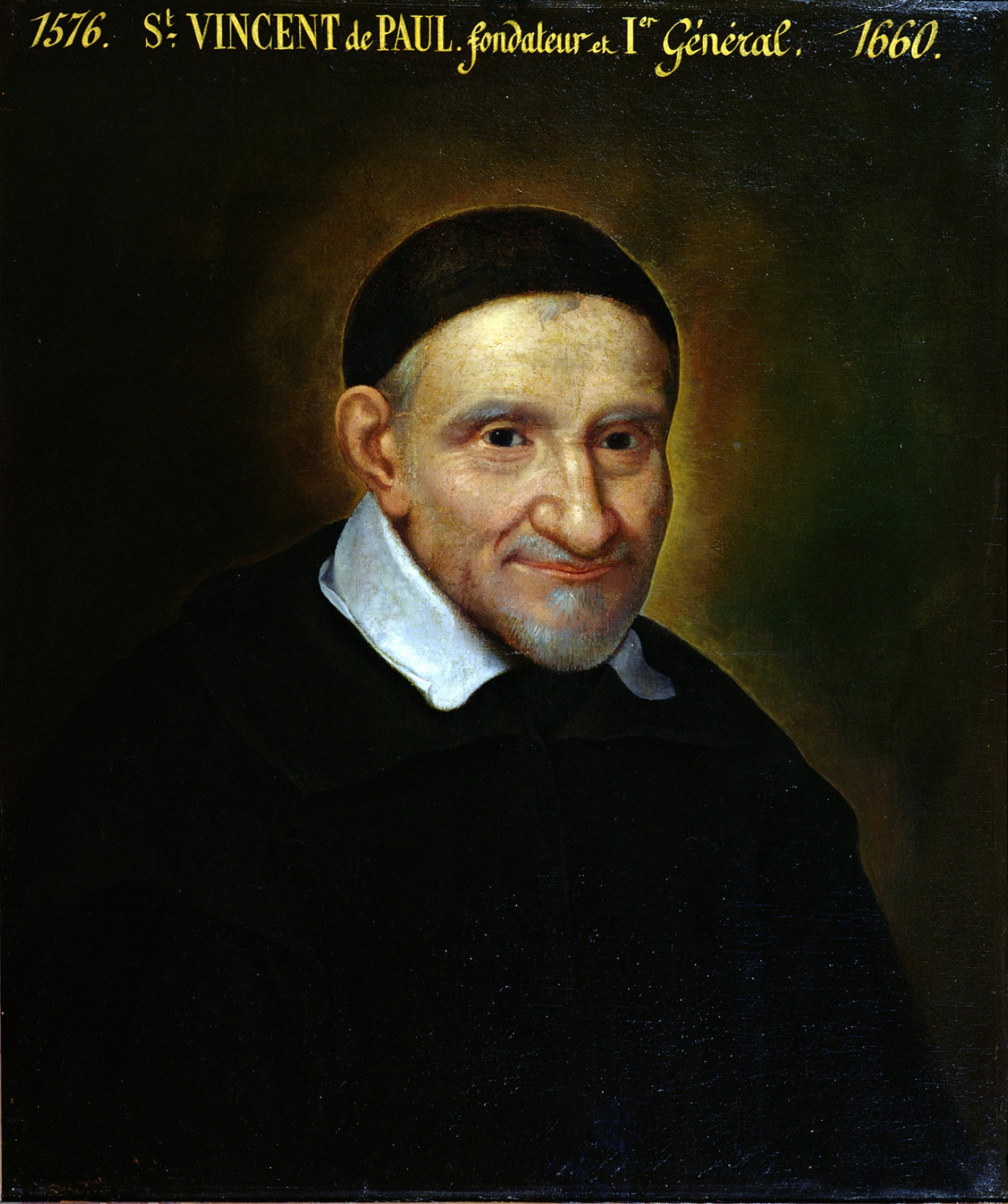
Vinzenz von Paul

Vinzenz von Paul (1581–1660) war ein französischer Priester, der aufgrund seines Wirkens auf dem Gebiet der Armenfürsorge und Krankenpflege als Begründer der neuzeitlichen Karitas gilt. Er wurde 1729 durch Benedikt XIII. selig- und 1737 durch Clemens XII. – unter anderem aufgrund seines Engagements für Kranke, Bettler, Findelkinder, verwahrloste Jugendliche, Geisteskranke, Sträflinge, Flüchtlinge und Vertriebene – heiliggesprochen. 1885 wurde er von Leo XIII. zum Schutzpatron des Ordens der Barmherzigen Schwestern vom Hl. Vinzenz von Paul ernannt. Für ihn galt das Motto: „Liebe sei Tat.“ Er gehört zu den sozialen Vorkämpfern des 17. Jahrhunderts.

## Veröffentlichung
Der Film hatte am 5. November 1947 Premiere in Frankreich. In Schweden lief er am 20. September 1948 an, in Portugal am 5. November 1948 und in den USA am 20. Dezember 1948. In der Bundesrepublik Deutschland wurde er erstmals im Jahr 1949 gezeigt, teilweise auch mit dem Untertitel Ein Leben für die Menschlichkeit, ebenso in Österreich, wo er am 6. Mai unter dem Titel Der heilige Vinzenz veröffentlicht wurde. Am 9. Januar 1972 lief der Film im Programm des ZDF erstmals im Fernsehen.
1949 lief er in Argentinien und Japan an, 1950 in Finnland und Australien. Veröffentlicht wurde er auch in Brasilien, der Ukraine und in Jugoslawien.

## Kritik
Bei Rotten Tomatoes erreichte der Film bei 77 % des Publikums eine positive Einschätzung.

„In historischer Treue, einfühlsam und ohne jedes unechte Pathos inszeniert. Vor allem aber dank der verinnerlichten Darstellung durch Pierre Fresnay ein erlebnisstarkes Werk.“

James Travers von Films de France schrieb, dass das dem Film zugrunde liegende Thema eigentlich nicht für einen Mainstream-Kinohit geeignet gewesen sei. Trotz seines düsteren Tons und religiösen Kontextes habe Monsieur Vincent aber seinerzeit 7,1 Millionen Zuschauer angezogen und sei der zweitbeliebteste französische Film des Jahres, nach Alexandre Esways patriotischem Kriegsepos Le Bataillon du ciel, gewesen. Weiter führte Travers aus, der Film sei nicht nur in Frankreich ein Kassenschlager gewesen, sondern habe auch internationale Beachtung erregt und sei in den USA besonders gut angenommen worden. Es gäbe kaum einen französischen Film aus den 1940er-Jahren, der für unsere Zeit wichtiger sei, befand Travers weiter. Seine Botschaft sei so aktuell wie in den dunklen Jahren der Nachkriegsdüsternis. In der größten Rolle seiner Karriere vermittle Pierre Fresnay nicht nur fesselnde Wärme und Menschlichkeit, sondern auch eine berührende Zerbrechlichkeit.
Für SDG von decentFilms handelt es sich um eine wunderschön herausgearbeitete preisgekrönte Filmbiografie mit Pierre Fresnay, die so spröde und fesselnd sei wie ihr zielstrebiger, willensstarker Protagonist. Cloche und Kameramann Claude Renoir hätten den Film nach einem einfühlsamen Drehbuch von Jean Anouilh in schwarzweiß aufgenommen und dem Kino einen herausragenden Film beschert. Monsieur Vincent sei ein schöner, inspirierender Film, bei dem es sich lohne, ihn mehr als einmal anzuschauen.

## Auszeichnungen
- 1947: Auszeichnung des Films mit dem Grand Prix du Cinéma Français[1]
- Internationale Filmfestspiele von Venedig 1947: Pierre Fresnay ausgezeichnet in der Kategorie „Bester Schauspieler“;
Nominierung für Maurice Cloche für den Grand International Award
- Oscarverleihung 1949: Auszeichnung mit dem Ehrenoscar in der Kategorie „Bester fremdsprachiger Film“
- Golden Globe Awards 1950: nominiert in der Kategorie „Bester Film zur Förderung der Völkerverständigung“
- New York Film Critics Circle Awards: nominiert in der Kategorie „Bester fremdsprachiger Film“
- BAFTA Awards 1949: nominiert in der Kategorie „Best Film from any Source“
- 1995 aufgenommen in die Filmliste des Vatikans, die insgesamt 45 Filme umfasst, die aus Sicht des Heiligen Stuhls besonders empfehlenswert sind.